# HMS Garlies (K475)
HMS Garlies (K475) là một tàu frigate lớp Captain của Hải quân Hoàng gia Anh hoạt động trong Chiến tranh Thế giới thứ hai. Nó nguyên được Hoa Kỳ chế tạo như chiếc USS Garlies (DE-271), một tàu hộ tống khu trục lớp Evarts, và chuyển giao cho Anh Quốc theo Chương trình Cho thuê-Cho mượn (Lend-Lease). Nó là chiếc tàu chiến duy nhất của Hải quân Anh được đặt tên theo Đô đốc George Stewart, bá tước Garlie (1768-1834), người từng tham gia các cuộc Chiến tranh Cách mạng Hoa Kỳ, Chiến tranh Cách mạng Pháp và Chiến tranh 1812. Nó đã phục vụ cho đến khi chiến tranh kết thúc tại Châu Âu, hoàn trả cho Hoa Kỳ năm 1945 nhưng rút biên chế và xóa đăng bạ ngay sau đó, và cuối cùng bị bán để tháo dỡ vào năm 1947.

## Thiết kế và chế tạo
Những tàu frigate lớp Captain thuộc phân lớp Evarts có chiều dài chung 289 ft 5 in (88,21 m), mạn tàu rộng 35 ft 1 in (10,69 m) và độ sâu mớn nước khi đầy tải là 8 ft 3 in (2,51 m). Chúng có trọng lượng choán nước tiêu chuẩn 1.140 tấn Anh (1.160 t); và lên đến 1.430 tấn Anh (1.450 t) khi đầy tải. Hệ thống động lực bao gồm bốn động cơ diesel General Motors Kiểu 16-278A nối với bốn máy phát điện để vận hành hai trục chân vịt; công suất 6.000 hp (4.500 kW) cho phép đạt được tốc độ tối đa 21 kn (24 mph; 39 km/h), và có dự trữ hành trình 4.150 nmi (4.780 mi; 7.690 km) khi di chuyển ở vận tốc đường trường 12 kn (14 mph; 22 km/h).
Vũ khí trang bị bao gồm ba pháo 3 in (76 mm)/50 cal trên tháp pháo nòng đơn có thể đối hạm hoặc phòng không, một khẩu đội 1,1 inch/75 caliber bốn nòng và chín pháo phòng không Oerlikon 20 mm. Vũ khí chống ngầm bao gồm một dàn súng cối chống tàu ngầm Hedgehog Mk. 10 (có 24 nòng và mang theo 144 quả đạn); hai đường ray Mk. 9 và tám máy phóng K3 Mk. 6 để thả mìn sâu.
DE-271 được Hải quân Mỹ đặt hàng vào ngày 25 tháng 1, 1942, và được đặt tên USS Fleming vào ngày 23 tháng 2, 1943; tên được đặt theo Đại úy Thủy quân Lục chiến Richard Eugene Fleming (1917-1942), phi công đã tử trận trong Trận Midway vào ngày 5 tháng 6, 1942 và được truy tặng Huân chương Danh dự. Nó được đặt lườn tại Xưởng hải quân Boston ở Boston, Massachusetts vào ngày 7 tháng 4, 1943, rồi được hạ thủy vào ngày 19 tháng 5, 1943, được đỡ đầu bởi bà Michael E. Fleming, mẹ của Đại úy Fleming. Con tàu được chuyển giao cho Anh Quốc vào ngày 13 tháng 6 (hoặc 13 tháng 7), 1943; đặt lại tên thành HMS Garlies (K475) và được đỡ đầu bởi bà Frances Brown vào ngày 13 tháng 9, 1943, đồng thời nhập biên chế cùng Hải quân Hoàng gia Anh dưới quyền chỉ huy của Hạm trưởng, Đại úy Hải quân Reginald Lacey Caple.

## Lịch sử hoạt động
Trong quá trình phục vụ cùng Hải quân Hoàng gia Anh, Garlies hoạt động trong vai trò chính là hộ tống các đoàn tàu vận tải vượt Đại Tây Dương từ năm 1943 đến năm 1945.  Vào ngày 29 tháng 2, 1944, khi đang phục vụ trong thành phần Đội hộ tống 1, nó đã cùng các tàu frigate Affleck (K462), Gould (K476) và HMS Gore (K4813) phát hiện chiếc tàu ngầm U-boat Đức U-358 tại vùng biển Bắc Đại Tây Dương về phía Bắc-Đông-Bắc quần đảo Azores. Họ đã phối hợp tấn công bằng mìn sâu suốt đêm và kéo dài đến tận ngày 1 tháng 3, và bốn con tàu Anh đã thả tổng cộng 104 quả mìn. Garlies và Gore buộc phải rút lui về Gibraltar để tiếp nhiên liệu, nhưng Affleck và Gould tiếp tục truy lùng và tấn công. Xế trưa ngày 1 tháng 3, U-358 phóng ngư lôi trúng đích và đánh chìm Gould tại tọa độ 45°46′B 023°16′T / 45,767°B 23,267°T; nhưng chiếc tàu ngầm cũng buộc phải nổi lên sau 38 giờ lặn và bị hải pháo của Affleck đánh chìm tại tọa độ 45°46′B 023°16′T / 45,767°B 23,267°T.
Sau đó Garlies đã hỗ trợ cho Chiến dịch Neptune, hoạt động hải quân trong khuôn khổ cuộc Đổ bộ Normandy vào mùa Hè năm 1944.
Sau khi chiến tranh chấm dứt tại Châu Âu, Garlies được hoàn trả cho Hoa Kỳ tại Chatham, Anh vào ngày 20 tháng 8, 1945, nhằm giảm bớt chi phí mà Anh phải trả cho Hoa Kỳ trong Chương trình Cho thuê-Cho mượn (Lend-Lease). Con tàu nhập biên chế trở lại cùng Hải quân Hoa Kỳ cùng ngày hôm đó như là chiếc USS Garlies (DE-271), dưới quyền chỉ huy của Đại úy Hải quân Hoa Kỳ B. H. Farwell, và rời Chatham vào ngày 30 tháng 8 và về đến Xưởng hải quân Philadelphia tại Philadelphia, Pennsylvania vào ngày 8 tháng 9.
USS Garlies ở lại Philadelphia cho đến khi được cho xuất biên chế vào ngày 10 tháng 10, 1945. Tên nó được cho rút khỏi danh sách Đăng bạ Hải quân vào ngày 1 tháng 11, 1945; và con tàu bị bán cho hãng Thomas H. Barker để tháo dỡ vào ngày 19 tháng 7, 1947.